# Сіка (Ісікава)

37°0′23″ пн. ш. 136°46′41″ сх. д. / 37.00639° пн. ш. 136.77806° сх. д.
Сіка́ (яп. 志賀町, しかまち, МФА: [ɕi̥ka mat͡ɕi̥]) — містечко в Японії, в повіті Хакуй префектури Ісікава. Станом на 1 квітня 2009 площа містечка становила 246,55 км². Станом на 1 липня 2011 населення містечка становило 21 914 осіб.